# Alvare VIII du Kongo
Alvare VIII du Kongo (né vers 1641 mort en janvier 1669) (Mvemba a Mpanzu en kikongo et Álvaro VIII en portugais). Manikongo du royaume du Kongo de juin 1666 au début de 1669.

## Biographie
Alvaro VIII du Kanda de Kimpanzu est porté au trône par Paulo da Silva Ier, le Comte de Soyo, qui occupe la capitale São Salvador et tue son prédécesseur le roi Alvare VII du Kongo en juin 1666 Selon les missionnaires présents: Le comte de Soyo fait élire « un jeune homme de vingt cinq ans dont il est dit qu'il était bien disposé et possédait de rares qualités ».
Ce coup de force n'est pas accepté par les membres du Kanda Kinlaza. A Kibangu D. Sébastien se proclame roi et à Nkondo D. Alphonse époux de la reine Dona Ana Afonso de Leão fait de même, tandis qu'a Lemba un autre prétendant se déclare Pierre III du Kongo et que le duc de Mbamba Teodosio se refuse à reconnaitre l'ensemble de ces « rois » !  
En 1667, le nouveau roi envoie son ambassadeur Anastasio, à Luanda en Angola, afin de renégocier avec les Portugais le traité qui leur concédait le droit d'exploitation minier au Kongo. Les deux provinces les plus concernées sont Mbamba et Mpemba. Téodosio, duc de Mbamba du Kanda Kinlaza, accepte la décision royale mais Dom Pedro, marquis de Mpemba . également du Kanda Kinlaza, refuse .
En 1668 à la tête d'une petite armée, Dom Pedro attaque Mbamba, tue le duc Téodosio et s'empare en janvier 1669 de la capitale du royaume, São Salvador. Il tue Alvare VIII et se proclame lui-même roi.  Raphaël le nouveau marquis de Mpemba du Kanda Kinlaza réussit à s'imposer mais il est rapidement destitué par le comte de Soyo  Paulo Ier da Silva.

## Sources
- (en) John K. Thornton « The Kingdom of Kongo, ca. 1390-1678. The Development of an African Social Formation ». dans : Cahiers d'études africaines. Vol. 22 N°87-88, systèmes étatiques africains. p. 325-342.
- La mission au Kongo des pères Michelangelo Guattini & Dionigi Carl (1668). Traduction d'Alix du Cheron d'Albzac, préface de J. Thornton, édition Chandeigne, Paris 2006  (ISBN 2-9155-40-08X).